# Peter Nyström
Peter Nyström (27 augustus 1984) is een Zweedse voetballer, die professioneel optreedt als middenvelder. Hij speelde voor het laatst bij Varbergs BoIS. 

## Carrière
Peter Nyström begon zijn carrière bij Kungsladugårds BK. In 2001 verhuisde hij naar Västra Frölunda IF die op dat moment in de Superettan speelde. Hij bleef tot 2005 bij de club, daarna koos hij ervoor om Frölunda niet te volgen naar divisie 1 toen de club degradeerde. Hij tekende in plaats daarvan voor de Noorse club Sogndal Fotball. Hij voetbalde maar een zeer korte tijd in Noorwegen en keerde in 2008 terug naar de Zweedse Superettan, deze keer echter bij BK Häcken. Hij hielp de club promoveren naar de Allsvenskan, maar zag zijn seizoen geruïneerd worden door een gescheurde achillespees. Met beperkte speeltijd tijdens het seizoen 2011 besloot hij de club te verlaten en zich bij Halmstads BK te voegen. Hij eindigde zijn carrière bij de Zweedse club Varbergs BoIS.